# Sami Yli-Sirniö
Sami Yli-Sirniö (10 de abril de 1972) es un guitarrista finlandés conocido principalmente por ser guitarrista de la banda alemana de thrash metal Kreator. Ha pasado parte de su vida en Alemania, por lo que mantiene fuertes lazos con la escena del metal alemán. La revista alemana "Hard Rock" lo presentó en 2007 como héroe de la guitarra olvidado (en inglés, "Forgotten guitar hero").

## Biografía
Mientras vivía en Alemania, se desempeñó como músico de sesión para la banda de rock In Rags, en la escena gótica con Tiamat y la banda de thrash metal, Grip Inc. Por lo tanto Tiamat y Grip Inc., él toco en Sitar, su segundo instrumento favorito.

### Waltari (1989-1995)
Yli-Sirniö originalmente se unió a la leyenda Finlandia, Waltari en 1989, dejó la banda en 1995 para irse a vivir a Alemania y regresó en el año 2001. hasta el momento ha grabado 8 álbumes de estudio con Waltari. Yli-Sirniö le gusta explorar otras oportunidades y tiene muchos oportunidades con otras bandas.

### Kreator (2001-presente)
También reemplazó al lesionado guitarrista suizo, Tommy Vetterli en algunas fechas en vivo para Teutonic, los pioneros de la banda de thrash metal, Kreator.
En 2001, Vetterli partió y le pregunto a Sirniö si lo podría reemplazar permanentemente. Hasta el día de hoy, ha grabado cinco álbumes de estudio con la banda: Violent Revolution en el 2001, Enemy of God en el 2005, Hordes of Chaos en el 2009, Phantom Antichrist en el 2012, Gods of Violence en el 2017 y Hate Über Alles en 2022. También aparece en el doble álbum y DVD, Live Kreation; lanzado en 2003.